# João Rodriguez
Pour les articles homonymes, voir Rodriguez.
João Rodriguez (né le 12 mai 1996 à Cucuta en Colombie) est un footballeur colombien, qui évolue au poste d'attaquant.

## Biographie
C'est le premier colombien à évoluer dans le club anglais de Chelsea.
Lors de la deuxième journée de Ligue 1, contre le Paris Saint Germain, il entre pour la première fois en jeu à la place de Brandão où il entrera à la 72e minute. Il jouera 17 minutes lors de la 3e journée contre le Toulouse Football Club et 10 minutes contre le Racing Club de Lens. Le 8 janvier 2015, il met fin à son prêt au sein du club corse, il y aura fait six apparitions.

## Statistiques
| Saison                | Club                          | Championnat           | Championnat | Championnat | Coupe(s) nationale(s) | Coupe(s) nationale(s) | Compétition(s) continentale(s) | Compétition(s) continentale(s) | Compétition(s) continentale(s) | Total | Total |
| Saison                | Club                          | Division              | M.          | B.          | M.                    | B.                    | Comp.                          | M.                             | B.                             | M.    | B.    |
| 2012                  | Deportes Quindío (prêt)       | Liga Águila           | 0           | 0           | 0                     | 0                     | -                              | -                              | -                              | 0     | 0     |
| 2013                  | Deportes Quindío (prêt)       | Liga Águila           | 0           | 0           | 0                     | 0                     | -                              | -                              | -                              | 0     | 0     |
| 2014                  | Uniautónoma FC (prêt)         | Liga Águila           | 6           | 1           | 0                     | 0                     | -                              | -                              | -                              | 6     | 1     |
| 2014-2015             | SC Bastia (prêt)              | Ligue 1               | 5           | 0           | 1                     | 0                     | -                              | -                              | -                              | 6     | 0     |
| 2014-2015             | Vitória Setúbal (prêt)        | Primeira Liga         | 0           | 0           | 0                     | 0                     | -                              | -                              | -                              | 0     | 0     |
| 2015-2016             | Saint-Trond VV (prêt)         | Jupiler Pro League    | 10          | 0           | 2                     | 0                     | -                              | -                              | -                              | 12    | 0     |
| 2016                  | Independiente Santa Fe (prêt) | Liga Águila           | 2           | 0           | 0                     | 0                     | RS                             | 1                              | 0                              | 3     | 0     |
| 2017                  | Cortuluá (prêt)               | Liga Águila           | 4           | 0           | 1                     | 0                     | -                              | -                              | -                              | 5     | 0     |
| Total sur la carrière | Total sur la carrière         | Total sur la carrière | 27          | 1           | 4                     | 0                     | -                              | 1                              | 0                              | 32    | 1     |